# Petinomys fuscocapillus
Lo scoiattolo volante di Travancore (Petinomys fuscocapillus Jerdon, 1847) è uno scoiattolo volante originario dell'Asia meridionale. Fino a non molto tempo fa era considerato estinto, ma venne riscoperto nel 1989, dopo circa cento anni dall'ultimo avvistamento.

## Descrizione
Lo scoiattolo volante di Travancore misura circa 60 cm di lunghezza, metà dei quali costituiti dalla coda. La colorazione del dorso è castano-rossiccia, mentre quella del ventre è molto chiara.
Nell'aspetto generale ricorda gli altri scoiattoli volanti del Sud-est asiatico, ma si differenzia da essi per alcuni aspetti del cranio. Ha la testa larga e schiacciata, con un muso corto. La coda è appiattita come una piuma, dal momento che i peli posti ai lati sono rivolti verso l'esterno. I peli al di sotto di essa sono più corti e aderenti all'asse, ma quelli della parte superiore non sono né corti né aderenti all'asse, bensì molto folti.

## Distribuzione e habitat
Lo scoiattolo volante di Travancore vive solamente nella regione dei Ghati occidentali (India meridionale) e nello Sri Lanka, nelle foreste pluviali tra i 500 e i 2000 m di quota. È molto diffuso in entrambi i Paesi. In India, è presente in molte località del Kerala e del Tamil Nadu, mentre nello Sri Lanka la sua presenza è stata riscontrata nelle province Centrale, Centro-Settentrionale, di Sabaragamuwa, Meridionale e di Uva.

## Biologia
Lo scoiattolo volante di Travancore, arboricolo, notturno e solitario, vive nelle foreste sempreverdi, decidue e di montagna. Occupa la volta della foresta (15–20 m di altezza) e si rifugia nelle cavità degli alberi. È in grado di sopravvivere anche in habitat leggermente modificati dall'uomo e va alla ricerca di cibo nelle piantagioni vicine alla foresta.

## Conservazione
Seppure venga cacciato a scopo alimentare su piccola scala, il principale fattore di minaccia per lo scoiattolo volante di Travancore è la deforestazione. La IUCN lo classifica tra le specie prossime alla minaccia.